# جوئل تیلور (بازیکن فوتبال)
جوئل تیلور (انگلیسی: Joel Taylor؛ زادهٔ ۲۴ مارس ۱۹۹۶) بازیکن فوتبال است.
از باشگاه‌هایی که در آن بازی کرده است می‌توان به باشگاه فوتبال استوک سیتی اشاره کرد.